# 덕곡중학교
덕곡중학교는 경상남도 합천군 덕곡면 장리 760에 있었던 공립 중학교이다.

## 연혁
- 1969.12.08 학교 설립 추진 위원회 발족
- 1971.12.31 학교 설립인가 2학급
- 1972.03.03 덕곡중학교 개교 (135명 입학)
- 1975.02.38 제1회 졸업
- 2008.03.01 폐교, 초계중학교로 통폐합